# Gryllus urfaensis
Gryllus urfaensis är en insektsart som beskrevs av Gumussuyu 1978. Gryllus urfaensis ingår i släktet Gryllus och familjen syrsor. Inga underarter finns listade i Catalogue of Life.